# جاي فرانك نوريس
جاي فرانك نوريس (بالإنجليزية: J. Frank Norris) هو صحفي أمريكي، ولد في 18 سبتمبر 1877 في ديدفيل في الولايات المتحدة، وتوفي في 20 أغسطس 1952 في جاكسونفيل في الولايات المتحدة بسبب نوبة قلبية.